# Ізабелін (Зґерський повіт)
Ізабелін (пол. Izabelin) — село в Польщі, у гміні Александрув-Лодзький Зґерського повіту Лодзинського воєводства.